# Dungeons & Dragons 2: Wrath of the Dragon God
Dungeons and Dragons: Wrath of the Dragon God è un film fantasy del 2005 diretto da Gerry Lively. È  una produzione per la televisione e seguito del film del 2000 Dungeons & Dragons - Che il gioco abbia inizio, a sua volta basato sul popolare gioco di ruolo fantasy Dungeons & Dragons. L'unico attore che compare in entrambi è Bruce Payne nel ruolo del malvagio Damodar. Il film venne distribuito al cinema in Europa e in alcune zone del Nord America e pubblicato su DVD il 7 febbraio 2006.

## Trama
Circa un centinaio di anni dopo gli eventi del primo film, Damodar sopravvissuto alla sua sconfitta inflittagli da Ridley Freeborn, è stato maledetto dal suo padrone, Profion, ad una esistenza da non morto. Spinto alla pazzia dal dolore della maledizione, cerca vendetta contro il regno di Izmir e i discendenti di coloro che l'hanno sconfitto e dopo anni di ricerche rintraccia la Sfera di Faluzure, un antico artefatto collegato al potere di Faluzure, un dio dragone imprigionato sotto le montagne di Izmir. Con il potere della sfera si cura dalla maledizione e si prepara a risvegliare il dragone per distruggere Izmir.
Lord Berek, un guerriero e precedente comandante della guardia del re, diventato un insoddisfatto lord reale e sua moglie Melora, un'abile giovane maga, indagano sulle notizie di un gas velenoso emanato dalle caverne di Izmir e trovano il dragone ancora dormiente. Investigando sulla minaccia Melora informa Oberon, capo del Consiglio dei Maghi, che Faluzure venne imprigionato tremila anni fa da una potente civiltà chiamata Turania, che creò anche la Sfera. Mentre cerca di rintracciare la sfera con la magia, Melora viene inavvertitamente maledetta dal molto più potente Damodar e inizia a morire lentamente, ma lo nasconde a Berek.
Berek viene incaricato dal Re di formare un gruppo di avventurieri, sufficientemente piccola da infiltrarsi di nascosto nel nascondiglio di Damodar, ma sufficientemente forte da poter affrontare i propri nemici: Lux, una barbara, Dorian, un chierico di Obad-Hai (dio della natura nell'ambientazione Greyhawk), Ormaline, una maga elfa e Nim, un maestro ladro.
Il gruppo parte per localizzare il nascondiglio di Damodar, mentre Oberon e gli altri maghi cercano di decifrare i tomi di magia turaniana presenti nella loro libreria, alla ricerca di un modo di sconfiggere il drago.
Mentre attraversano una foresta infestata da spiriti, il gruppo di Berek desta l'attenzione di una potente lich, Klaxx the Maligned, che offre i suoi servizi a Damodar. Damodar non si fida di lui, ma è convinto la Sfera lo renda molto più potente di Klaxx.
Dopo aver affrontato diversi ostacoli e indovinelli, perdendo Dorian, il gruppo di Berek raggiunge il castello di Damodar. Berek riesce a impossessarsi della sfera, sfruttare la troppa confidenza in se stesso di Damodar, sebbene Ormaline e Nim siano feriti gravemente. Berek chiede quindi alla maga di teletrasportarli al tempio di Obad-Hai invece che a Izmir. Mentre Ormaline e Nim vengono curati dai chierici e Lux rimane indietro per ritardare i demoni evocati da Damodar, Berek cavalca fino a Izmir.
Non poteva però sapere che Klaxx si era infiltrato nel castello di Izmir uccidendo Oberon e assumendone l'aspetto usando le sue capacità di mutaforma. Quando Berek ritorna con la Sfera, Melora la usa per aprire una cassaforte scoperta sotto il castello, dove i turaniani hanno nascosto i segreti della loro magia. In quel momento Klaxx si rivela, ruba la Sfera e uccide il Re, il nuovo capitano delle guardie e molti degli abitanti del castello, prima di restituire la Sfera a Damodar. Proprio in quel momento il dragone si risveglia e distrugge la Sfera recuperando tutto il suo potere. Damodar gli si offre come servo ed il drago inizia la distruzione di Izmir.
Berek si rivolge allora a Melora la quale, sebbene sia ormai vicina alla morte, riesce a decifrare il segreto dei turananiani rivolgendosi a Obad-hai e ad organizzare i maghi sopravvissuti in un attacco magico che sconfigge il dragone.
Berek affronta Damodar ora privo del potere dalla Sfera, mentre Klaxx scompare ridendo sarcasticamente avendo perduto ogni interesse nell'aiutare Damodar. Berek si riunisce a Lux e i due decidono di non ucciderlo ma di costringerlo a liberare Melora dalla maledizione che la stava trasformando in una non morta.
Dopo la battaglia Izmir viene ricostruita, Berek diventa ministro e Melora capo del Consiglio dei Maghi. Lux, Ormaline e Nim si riprendono completamente dalle loro ferite. Damodar è imprigionato negli oscuri sotterranei sotto Izmir, ma viene mostrato sogghignante, come se fosse pronto ad attendere altri cento anni prima di poter avere la propria vendetta.

## Canone di D&D
Diversamente dal primo film, che disponeva di un budget medio, questo è una produzione a basso costo con un cast di attori relativamente nuovi (ad eccetto di Bruce Payne). Diversamente dal primo film, molti dettagli del gioco di ruolo Dungeons & Dragons sono stati inclusi, gli stessi sceneggiatori hanno affermato che in questo sequel era stato deciso che le azioni dei personaggi e le idee presenti nel film dovessero essere coerenti con le regole del gioco.. La professione dei cinque avventurieri viene accuratamente descritta e questi collaborano, sfruttando ognuno i propri punti di forza. Il loro equipaggiamento comprende oggetti riconoscibili dai giocatori (per esempio una gemma della vera vista, una fiasca di acido di verme purpureo, una spada vorpal, un anello dell'ariete, bastone dei fulmini, mazza del tuono, ecc..). Gli incantesimi lanciati dai maghi sono rappresentazioni accurate di quelli del gioco e devono essere preparati in anticipo e in numero limitato.
Anche gli avversari sono stati progettati rispettando il canone di D&D, sono riconoscibili un drago bianco, dei darkmantle, spettri, magmin, uomini lucertola (uno viene visto mentre cura il braccio di Damodar). Degna di nota è la lich Klaxx the Maligned che si comporta come ci può aspettare in D&D, rimanendo vicina all'azione per una fetta potenziale di potere o conoscenza di cui impossessarsi, ma senza correre rischi. Ci sono anche drow appesi al soffitto e il cui sangue viene usato da Damodar come "pranzo". Vien citato il signore dei demoni Juiblex, ma non compare in persona nel film.
Nel film vengono citati diversi moduli di avventure classiche, come The Ghost Tower of Inverness, Expedition to the Barrier Peaks e Shrine of the Kuo-Toa., mentre il nome di Lux è una citazione di una delle password necessarie per sbloccare l'accesso a una zona del videogioco Pool of Radiance, tratto anch'esso da D&D
Sul DVD è presente una traccia di commenti con i personaggi iconici dell'edizione 3.0 di D&D, "Lidda," "Krusk," e "Jozan", che commentano l'azione del film.
Nel DVD è presente anche un'intervista a Gary Gygax, e le statistiche dei protagonisti in termini di D&D:
| Berek    | Guerriero umano, legale buono di 7º livello                                  |
| Lux      | Barbara umana, caotica buona, di 7º livello                                  |
| Nim      | Ladro umano, caotico buono, di 7º livello                                    |
| Dorian   | Chierico di Obad-Hai umano, neutrale, di 7º livello                          |
| Ormaline | Maga, elfa, neutrale di 9º livello                                           |
| Melora   | Chierico di Obad-Hai umana, neutrale buona, di 1º livello/maga di 4º livello |

## Accoglienza
Secondo l'Internet Movie Database Wrath of the Dragon God ha un punteggio di 4,9 su 10, considerevolmente maggiore di quello del primo film. Comunque le recensioni professionali hanno definito il film deludente. Su IGN gli ha assegnato un punteggio di 3 su 10, dichiarando che solo i veri appassionati di D&D dovrebbero guardarlo, principalmente per i riferimenti al gioco stesso. Monsters and Critics gli ha dato un punteggio di 2 su 5, affermando «Se Il Signore degli Anelli ci ha mostrato come fare bene il genere fantasy, Dungeons and Dragons - Wrath of the Dragon God ci ha mostrato come farlo in maniera orrendamente sbagliata.»